# فهرست میراث جهانی در جنوب شرق آسیا
فهرست میراث جهانی درجنوب شرق آسیا شامل ۳۱ میراث جهانی در هفت تایلند، لائوس، کامبوج، ویتنام، مالزی، فیلیپین و اندونزی می‌شود. چهار کشور میانمار، برونئی، سنگاپور و تیمور شرقی نیز در این منطقه قرار دارند که هیچ گونه میراث ثبت شده‌ای ندارند.
اندونزی و ویتنام هر کدام با هفت میراث بیشترین میراث ثبت شده در این منطقه را دارند.
میراث‌های اندونزی و تایلند نخستین میراث ثبت شده در این منطقه است.
از ۳۱ میراث ثبت شده ۱۹ میراث فرهنگی و ۱۲ میراث طبیعی و دو میراث در خطر است.

## شرح
نام: توسط کمیته میراث جهانی فهرست شده‌اند
مکان: شهر٬ استان یا نام کشور، با مختصات
معیارها: ذکرشده برای میراث
مساحت: بر پایه هکتار
سال: سالی که در فهرست میراث جهانی ثبت شده‌است.
خطر: سال قرارگرفتن فهرست میراث جهانی در معرض خطر
دلیل: تهدید مورد نظر

## فهرست میراث
| منطقه                                                                               | تصویر | موقعیت | معیارها                         | مساحت هکتار (جریب)                    | سال  | توضیحات | منابع             |
| ----------------------------------------------------------------------------------- | --- | --- | ------------------------------- | ------------------------------------- | ---- | --- | ----------------- |
| انگکور                                                                              | Ruins of a large structure with five large towers at the top.                                                                                 | Siem Reap Province, کامبوج · ۱۳°۲۶′ شمالی ۱۰۳°۵۰′ شرقی / ۱۳٫۴۳۳°شمالی ۱۰۳٫۸۳۳°شرقی                                                                       | فرهنگی: (i), (ii), (iii), (iv)  | —                                     | ۱۹۹۲ | The site had been listed as فهرست میراث جهانی در معرض خطر from its inscription in times of political instability following the civil war in the 1980s to 2004.      | [ ۶ ] [ ۷ ] [ ۸ ] |
| Ban Chiang Archaeological Site                                                      | Vase with red and white design. | اودون تانی، تایلند · ۱۷°۳۲′۵۵″ شمالی ۱۰۳°۴۷′۲۳″ شرقی / ۱۷٫۵۴۸۶۱°شمالی ۱۰۳٫۷۸۹۷۲°شرقی                                                                     | فرهنگی: (iii)                   | ۶۴ (۱۶۰)                              | ۱۹۹۲ | | [ ۹ ]             |
| کلیساهای باروک (فیلیپین)                                                            | Interior of a church with white walls and coffered ceiling.                                                                                   | مانیل; Santa Maria, ایلوکوس جنوبی; Paoay, ایلوکوس شمالی and Miag-ao, ایلوئیلو; فیلیپین · ۱۴°۳۵′۲۴″ شمالی ۱۲۰°۵۸′۱۲″ شرقی / ۱۴٫۵۹۰۰۰°شمالی ۱۲۰٫۹۷۰۰۰°شرقی | فرهنگی: (ii), (iv)              | —                                     | ۱۹۹۳ | | [ ۱۰ ]            |
| Borobudur Temple Compounds                                                          | A terraced pyramid like structure with a stupa on top.                                                                                        | Magelang Regency, جاوه مرکزی اندونزی · ۷°۳۶′۲۸″ جنوبی ۱۱۰°۱۲′۱۳″ شرقی / ۷٫۶۰۷۷۸°جنوبی ۱۱۰٫۲۰۳۶۱°شرقی                                                     | فرهنگی: (i), (ii), (vi)         | —                                     | ۱۹۹۱ | | [ ۱۱ ]            |
| Central Sector of the Imperial Citadel of Thang Long - Hanoi                        | Stone tower on top of a stone wall. The wall has circular wheel-shaped windows and a red flag with yellow star is raised on top of the tower. | هانوی، ویتنام · ۲۱°۲′۲۲″ شمالی ۱۰۵°۵۰′۱۴″ شرقی / ۲۱٫۰۳۹۴۴°شمالی ۱۰۵٫۸۳۷۲۲°شرقی                                                                           | فرهنگی: (ii), (iii), (vi)       | ۱۸ (۴۴); buffer zone ۱۰۸ (۲۷۰)        | ۲۰۱۰ | | [ ۱۲ ]            |
| قلعه خاندان هو                                                                      | A gate built of massive grey stones. | Tây Giai, Vĩnh Lộc district, تان هوا، ویتنام · ۲۰°۴′۴۱″ شمالی ۱۰۵°۳۶′۱۷″ شرقی / ۲۰٫۰۷۸۰۶°شمالی ۱۰۵٫۶۰۴۷۲°شرقی                                            | فرهنگی: (ii), (iv)              | ۱۵۶ (۳۹۰); buffer zone ۵٬۰۷۹ (۱۲٬۵۵۰) | ۲۰۱۱ | | [ ۱۳ ]            |
| هوء                                                                                 | Staircase leading to a building of dark stone. A simple decorated gate is at the top of the staircase.                                        | استان توا تین–هوئه، ویتنام · ۱۶°۲۸′۱۰″ شمالی ۱۰۷°۳۴′۴۰″ شرقی / ۱۶٫۴۶۹۴۴°شمالی ۱۰۷٫۵۷۷۷۸°شرقی                                                             | فرهنگی: (iii), (iv)             | —                                     | ۱۹۹۳ | | [ ۱۴ ]            |
| Dong Phayayen-پارک ملی خوا یای Forest Complex                                       | Medium sized waterfall in a tropical forest.                                                                                                  | سارابوری، ناکون راتچاسیما، ناخون نایوک، پراچینبوری، سا کایو and بوری رامs تایلند · ۱۴°۲۰′ شمالی ۱۰۲°۳′ شرقی / ۱۴٫۳۳۳°شمالی ۱۰۲٫۰۵۰°شرقی                  | طبیعی: (x)                      | ۶۱۵٬۵۰۰ (۱٬۵۲۱٬۰۰۰)                   | ۲۰۰۵ | | [ ۱۵ ]            |
| Gunung Mulu National Park                                                           | Sunset or sunrise over a mountain landscape with fog in the valleys.                                                                          | northern ساراواک، بورنئو، مالزی · ۴°۸′ شمالی ۱۱۴°۵۵′ شرقی / ۴٫۱۳۳°شمالی ۱۱۴٫۹۱۷°شرقی                                                                     | طبیعی: (vii), (viii), (ix), (x) | ۵۲٬۸۶۴ (۱۳۰٬۶۳۰)                      | ۲۰۰۰ | | [ ۱۶ ]            |
| خلیج‌ها لونگ                                                                         | Forested rocks in the sea. | استان کوانگ نین، ویتنام · ۲۰°۵۴′ شمالی ۱۰۷°۶′ شرقی / ۲۰٫۹۰۰°شمالی ۱۰۷٫۱۰۰°شرقی                                                                           | طبیعی: (vii), (viii)            | ۱۵۰٬۰۰۰ (۳۷۰٬۰۰۰)                     | ۱۹۹۴ | | [ ۱۷ ]            |
| پارک تاریخی آیوتایا                                                                 | Ruins of stupas of various sizes. | آیوتتایا، تایلند · ۱۴°۲۰′۵۲″ شمالی ۱۰۰°۳۳′۳۸″ شرقی / ۱۴٫۳۴۷۷۸°شمالی ۱۰۰٫۵۶۰۵۶°شرقی                                                                       | فرهنگی: (iii)                   | ۲۸۹ (۷۱۰)                             | ۱۹۹۱ | | [ ۱۸ ]            |
| شهرستان تاریخی ساکهاتایی                                                            | Large white seated Buddha statue. | Sukhothai and کامفائنگ فتs, تایلند · ۱۷°۰′۲۶″ شمالی ۹۹°۴۷′۲۳″ شرقی / ۱۷٫۰۰۷۲۲°شمالی ۹۹٫۷۸۹۷۲°شرقی                                                        | فرهنگی: (i), (iii)              | ۱۱٬۸۵۲ (۲۹٬۲۹۰)                       | ۱۹۹۱ | | [ ۱۹ ]            |
| ویگان (فیلیپین)                                                                     | | ایلوکوس جنوبی، فیلیپین · ۱۷°۳۴′۳۰″ شمالی ۱۲۰°۲۳′۱۵″ شرقی / ۱۷٫۵۷۵۰۰°شمالی ۱۲۰٫۳۸۷۵۰°شرقی                                                                 | فرهنگی: (ii), (iv)              | —                                     | ۱۹۹۹ | | [ ۲۰ ]            |
| Hoi An Ancient Town                                                                 | Street lined by rows of two-storied stone houses opening onto the street.                                                                     | Hoi An, استان کوانگ نام، ویتنام · ۱۵°۵۳′۰″ شمالی ۱۰۸°۲۰′۰″ شرقی / ۱۵٫۸۸۳۳۳°شمالی ۱۰۸٫۳۳۳۳۳°شرقی                                                          | فرهنگی: (ii), (v)               | ۳۰ (۷۴); buffer zone ۲۸۰ (۶۹۰)        | ۱۹۹۹ | | [ ۲۱ ]            |
| Kinabalu Park                                                                       | Mountain with a rocky top and forested slopes. There is a narro high waterfall on one side of the mountain slope.                             | صباح، بورنئو، مالزی · ۶°۱۵′ شمالی ۱۱۶°۳۰′ شرقی / ۶٫۲۵۰°شمالی ۱۱۶٫۵۰۰°شرقی                                                                                | طبیعی: (ix), (x)                | ۷۵٬۳۷۰ (۱۸۶٬۲۰۰)                      | ۲۰۰۰ | | [ ۲۲ ]            |
| پارک ملی کومودو                                                                     | Waran lying on its belly in a dry grass area.                                                                                                 | سوندای شرقی اندونزی · ۸°۳۳′ جنوبی ۱۱۹°۲۹′ شرقی / ۸٫۵۵۰°جنوبی ۱۱۹٫۴۸۳°شرقی                                                                                | طبیعی: (vii), (x)               | ۲۱۹٬۳۲۲ (۵۴۱٬۹۶۰)                     | ۱۹۹۱ | | [ ۲۳ ]            |
| پارک ملی لورنتز                                                                     | A rocky mountain ridge. | پاپوآ اندونزی · ۴°۴۵′ جنوبی ۱۳۷°۵۰′ شرقی / ۴٫۷۵۰°جنوبی ۱۳۷٫۸۳۳°شرقی                                                                                      | طبیعی: (vii), (ix), (x)         | ۲٬۳۵۰٬۰۰۰ (۵٬۸۰۰٬۰۰۰)                 | ۱۹۹۹ | | [ ۲۴ ]            |
| ملاکا and George Town, Historic Cities of the Straits of Malacca                    | Town scene with three-storied red houses and a red church. There is a three-storied clock tower standing on a square.                         | ملاکا (ایالت) and پنانگ، شبه‌جزیره مالایا، مالزی · ۵°۲۵′۱۷″ شمالی ۱۰۰°۲۰′۴۵″ شرقی / ۵٫۴۲۱۳۹°شمالی ۱۰۰٫۳۴۵۸۳°شرقی                                          | فرهنگی: (ii), (iii), (iv)       | ۱۴۸ (۳۷۰); buffer zone ۲۸۴ (۷۰۰)      | ۲۰۰۸ | | [ ۲۵ ]            |
| My Son Sanctuary                                                                    | Ruins of buildings of red stone with niches and sculptures. The roof of one of the structures is partially covered in grass.                  | Duy Phú, Duy Xuyen District, استان کوانگ نام، ویتنام · ۱۵°۳۱′۰″ شمالی ۱۰۸°۳۴′۰″ شرقی / ۱۵٫۵۱۶۶۷°شمالی ۱۰۸٫۵۶۶۶۷°شرقی                                     | فرهنگی: (ii), (iii)             | ۱۴۲ (۳۵۰); buffer zone ۹۲۰ (۲٬۳۰۰)    | ۱۹۹۹ | | [ ۲۶ ]            |
| پارک ملی فونگ نها-که بانگ                                                           | Landscape with river and densely forested hills.                                                                                              | Bo Trach and Minh Hoa Districts, استان کوانگ‌بن، ویتنام · ۱۷°۳۲′۱۴″ شمالی ۱۰۶°۹′۵″ شرقی / ۱۷٫۵۳۷۲۲°شمالی ۱۰۶٫۱۵۱۳۹°شرقی                                   | طبیعی: (viii)                   | ۸۵٬۷۵۴ (۲۱۱٬۹۰۰)                      | ۲۰۰۳ | | [ ۲۷ ]            |
| پرامبانان                                                                           | Symmetrically arranged stone bulidings. The steep roofs are decorated with a large number of small stupas.                                    | جاوه مرکزی اندونزی · ۷°۴۵′۸″ جنوبی ۱۱۰°۲۹′۳۰″ شرقی / ۷٫۷۵۲۲۲°جنوبی ۱۱۰٫۴۹۱۶۷°شرقی                                                                        | فرهنگی: (i), (iv)               | —                                     | ۱۹۹۱ | | [ ۲۸ ]            |
| پارک ملی پورتوپرنسس                                                                 | A river flowing into a cave. | پالاوان، فیلیپین · ۱۰°۱۰′۰″ شمالی ۱۱۸°۵۵′۰″ شرقی / ۱۰٫۱۶۶۶۷°شمالی ۱۱۸٫۹۱۶۶۷°شرقی                                                                         | طبیعی: (vii), (x)               | ۵٬۷۵۳ (۱۴٬۲۲۰)                        | ۱۹۹۹ | | [ ۲۹ ]            |
| Rice Terraces of the Philippine Cordilleras                                         | Small village among rice terraces. | ایفوگائو، Cordillera Region, لوزون, فیلیپین · ۱۶°۵۶′۲″ شمالی ۱۲۱°۸′۱۲″ شرقی / ۱۶٫۹۳۳۸۹°شمالی ۱۲۱٫۱۳۶۶۷°شرقی                                              | فرهنگی: (iii), (iv), (v)        | —                                     | ۱۹۹۵ | The site has been listed as فهرست میراث جهانی در معرض خطر since 2001 due to the absence of a systematic monitoring programme or of a comprehensive management plan. | [ ۳۰ ] [ ۳۱ ]     |
| Sangiran Early Man Site                                                             | Upper part of a petrified skull including some teeth.                                                                                         | جاوه مرکزی اندونزی · ۷°۲۴′۰″ جنوبی ۱۱۰°۴۹′۰″ شرقی / ۷٫۴۰۰۰۰°جنوبی ۱۱۰٫۸۱۶۶۷°شرقی                                                                         | فرهنگی: (iii), (vi)             | ۵٬۶۰۰ (۱۴٬۰۰۰)                        | ۱۹۹۶ | | [ ۳۲ ]            |
| نیایشگاه پرهه ویهر                                                                  | Ruins of a stone building erected on a stone platform. The roof above the main entrance is decorated.                                         | Preah Vihear Province, کامبوج · ۱۴°۲۳′۱۸″ شمالی ۱۰۴°۴۱′۲″ شرقی / ۱۴٫۳۸۸۳۳°شمالی ۱۰۴٫۶۸۳۸۹°شرقی                                                           | فرهنگی: (i)                     | ۱۵۵ (۳۸۰); buffer zone ۲٬۶۴۳ (۶٬۵۳۰)  | ۲۰۰۸ | | [ ۳۳ ]            |
| پناهگاه حیات وحش سونگایایی-Huai Kha Khaeng Wildlife Sanctuaries                     | A river flowing through a forested mountain landscape.                                                                                        | کانتچانابوری، استان تاک and یوتای تانیs تایلند · ۱۵°۲۰′ شمالی ۹۸°۵۵′ شرقی / ۱۵٫۳۳۳°شمالی ۹۸٫۹۱۷°شرقی                                                     | طبیعی: (vii), (ix), (x)         | ۶۲۲٬۲۰۰ (۱٬۵۳۷٬۰۰۰)                   | ۱۹۹۱ | | [ ۳۴ ]            |
| لوآنگ پرابانگ                                                                       | Stone building with golden decorated entrance, stacked and very steep roofs.                                                                  | استان لوآنگ پرابانگ، لائوس · ۱۹°۵۳′۲۰″ شمالی ۱۰۲°۸′۰″ شرقی / ۱۹٫۸۸۸۸۹°شمالی ۱۰۲٫۱۳۳۳۳°شرقی                                                               | فرهنگی: (ii), (iv), (v)         | —                                     | ۱۹۹۵ | | [ ۳۵ ]            |
| Tropical Rainforest Heritage of Sumatra†                                            | | سوماترا، اندونزی · ۲°۳۰′ جنوبی ۱۰۱°۳۰′ شرقی / ۲٫۵۰۰°جنوبی ۱۰۱٫۵۰۰°شرقی                                                                                   | Natural: (vii), (ix), (x)       | ۲٬۵۹۵٬۱۲۴ (۶٬۴۱۲٬۶۹۰)                 | ۲۰۰۴ | The site has been listed as فهرست میراث جهانی در معرض خطر since 2011 due to poaching, illegal logging, agricultural encroachment, and plans to build roads.         | [ ۳۶ ] [ ۳۷ ]     |
| آب‌سنگ مرجانی توباتا                                                                 | Shark and corrals. | Cagayancillo, پالاوان، فیلیپین · ۸°۵۷′۱۲″ شمالی ۱۱۹°۵۲′۳″ شرقی / ۸٫۹۵۳۳۳°شمالی ۱۱۹٫۸۶۷۵۰°شرقی                                                            | طبیعی: (vii), (ix), (x)         | ۱۳۰٬۰۲۸ (۳۲۱٬۳۱۰)                     | ۱۹۹۳ | | [ ۳۸ ] [ ۳۹ ]     |
| Ujung Kulon National Park                                                           | Rocky ground within a tropical forest. | بانتن and لامپونگ، اندونزی · ۶°۴۵′ جنوبی ۱۰۵°۲۰′ شرقی / ۶٫۷۵۰°جنوبی ۱۰۵٫۳۳۳°شرقی                                                                         | طبیعی: (vii), (x)               | ۷۸٬۵۲۵ (۱۹۴٬۰۴۰)                      | ۱۹۹۱ | | [ ۴۰ ]            |
| Vat Phou and Associated Ancient Settlements within the Champasak Cultural Landscape | Ruins of stone buildings in a very green lush mountain landscape.                                                                             | استان چامپاساک، لائوس · ۱۴°۵۰′۵۴″ شمالی ۱۰۵°۴۹′۲۰″ شرقی / ۱۴٫۸۴۸۳۳°شمالی ۱۰۵٫۸۲۲۲۲°شرقی                                                                  | فرهنگی: (iii), (iv), (vi)       | ۳۹٬۰۰۰ (۹۶٬۰۰۰)                       | ۲۰۰۱ | | [ ۴۱ ]            |